# Valencia letourneuxi
Valencia letourneuxi là một loài cá thuộc họ Cyprinodontidae. Nó được tìm thấy ở Albania và Hy Lạp. Các môi trường sống tự nhiên của chúng là sông, đầm lầy nước ngọt, freshwater spring, và coastal saline lagoons. Nó bị đe dọa do mất môi trường sống.